# Llet de cabra
La llet de cabra és la llet produïda per les cabres. Des de temps remots de la humanitat, la llet de cabra apareix com a aliment. Malgrat que el consum de la llet en forma líquida als Països Catalans no està gaire estès, una mica més del 50% de la població mundial beu llet de cabra.
La llet de cabra, de manera natural, té glòbuls de greix petits i ben emulsionats. Se sol processar per fer formatge, mantega, gelat, iogurt i altres productes.
El formatge de cabra es coneix com a fromage de chèvre (o simplement chèvre) a França. Algunes varietats són el Rocamadour i el Montrachet.
 A Catalunya la producció artesanal de formatge de cabra està prou desenvolupada, amb varietats com el Garrotxa, el mató i els formatges frescos.
La mantega de cabra és blanca perquè les cabres produeixen llet amb el beta-carotè groc convertit en una forma incolora de vitamina A.

## Producció de la llet de cabra
| País/Regió     | Total de caps (milions) | Llet de cabra (milions tones) |
| -------------- | ----------------------- | ----------------------------- |
| Món            | -----                   | 15,2                          |
| Àfrica         | 294,5                   | 3,2                           |
| Nigèria        | 53,8                    | N/A                           |
| Sudan          | 43,1                    | 1,47                          |
| Àsia           | 511,3                   | 8,89                          |
| Afganistan     | 6,38                    | 0,11                          |
| Pakistan       | 60,0                    | N/A                           |
| Índia          | 125,7                   | 4,0                           |
| Bangladesh     | 56,4                    | 2,16                          |
| Xina           | 149,37                  | 0,26                          |
| Aràbia Saudita | 2,2                     | 0,076                         |
| Amèriques      | 37,3                    | 0,54                          |
| Mèxic          | 8,8                     | 0,16                          |
| EUA            | 3,1                     | N/A                           |
| Europa         | 17,86                   | 2,59                          |
| Regne Unit     | 0,09                    | N/A                           |
| França         | 1,2                     | 0,58                          |
| Oceania        | 3,42                    | 0,0004                        |

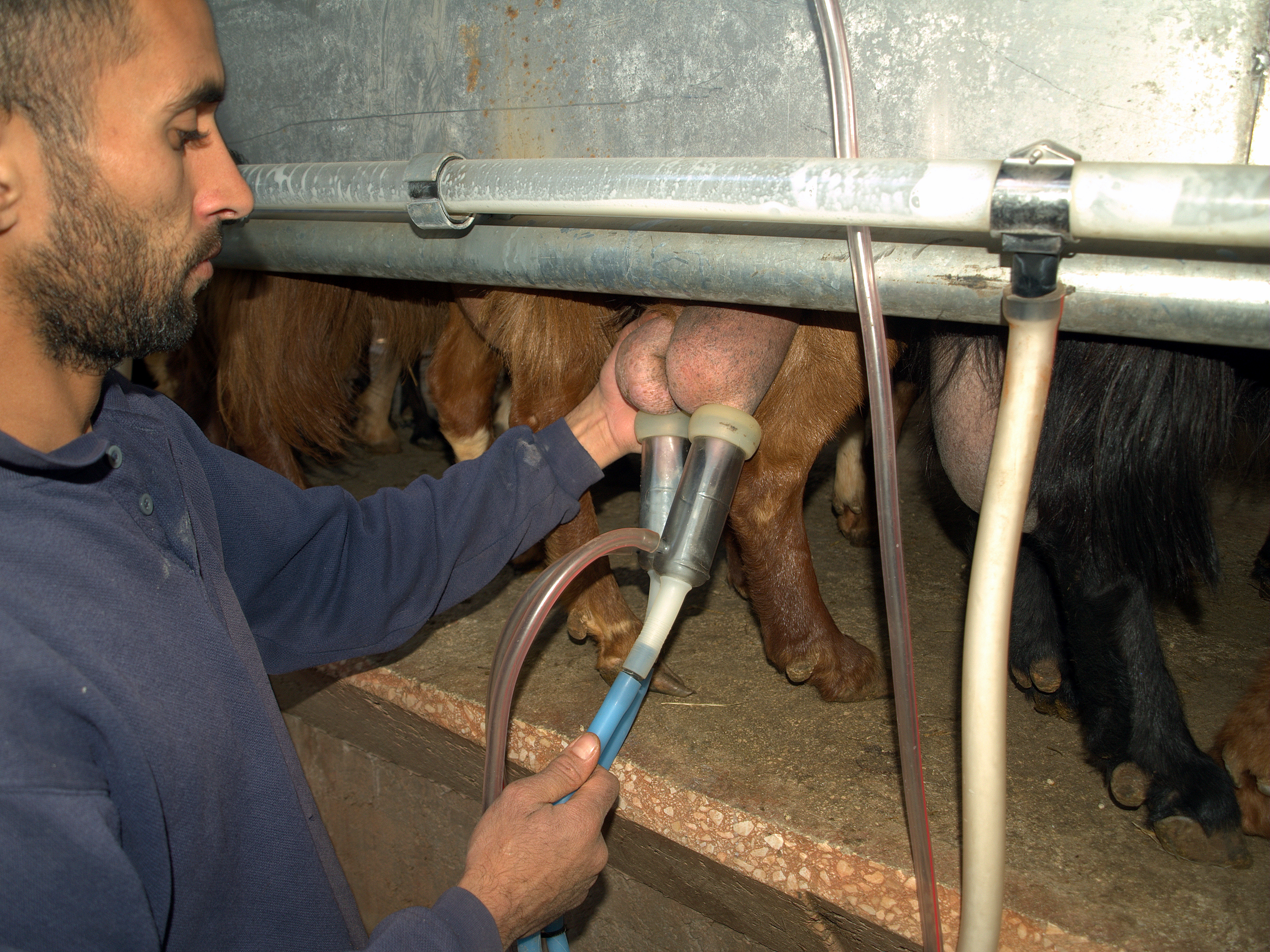
Una cabra essent munyida

La llet de cabra suposa aproximadament un 2% del subministrament total de llet al món. Algunes cabres es crien específicament per la seva llet. Les races alpina, appenzell, saanen, murciana-granadina són reconegudes per la seva aptitud lletera. Les cabres lleteres, en el moment de màxima producció (normalment al voltant del tercer o quart cicle de lactació), produeixen una mitjana de 2,7 a 3,6 kg de llet diaris (aproximadament 2,8 a 3,8 litres), produint més just després del part i després es va reduint gradualment la producció fins al final del període de lactació. La llet de cabra conté de mitjana un 3,5% de greix de la llet.
Encara que la llet de cabra només suposa un 3% de tota la llet que es produeix a l'estat espanyol, en alguns països d'Àsia com Turquia, Iran, Índia, Xina, etc., es pren tant o més que la de vaca. Tradicionalment s'ha donat als nadons i nens que no podien prendre llet materna i tampoc toleraven la llet de vaca i avui dia s'empra principalment en l'elaboració de diversos derivats lactis, sobretot formatge. D'acord amb la FAO, els països amb una major producció de llet de cabra el 2008 van ser l'Índia (4 milions de tones), Bangladesh (2,16 milions de tones) i el Sudan (1,47 milions de tones).
A Catalunya hi ha 15.364 cabres d'aptitud lletera, que produeixen un total de 6.151 milers de litres anuals. La producció de llet a l'estat espanyol és de 471.000 tones anuals.
El consum en forma líquida de la llet de cabra a l'estat espanyol és de 0,58 litres per persona i any, molt petit en relació als 120 litres consumits de llet de vaca. Als Països Catalans aquest consum és encara menor: 0,48 litres anuals al País Valencià, i pràcticament inexistent a Catalunya i les Balears. A Catalunya pràcticament tota la producció es destina a l'elaboració de productes làctics, especialment formatge.

## Valor nutritiu de la llet de cabra
La llet de cabra es considera una bona font de nutrients, especialment proteïnes, lípids, fòsfor, calci, niacina i riboflavina.
La composició de la llet de cabra pot variar segons la raça, la zona de producció, l'estació de l'any, l'etapa de lactància, l'alimentació, el maneig, la sanitat, etc. La llet de cabra està composta fonamentalment per aigua. Aporta greix (encara que menys que la d'ovella) i proteïnes de molt bona qualitat. Pel que fa a vitamines i minerals la llet de cabra destaca en calci i vitamina D, substàncies essencials per a la formació dels ossos i que ajuden a prevenir malalties com l'osteoporosi. També conté una aportació destacada de vitamina B2 o riboflavina. Una particularitat de la llet de cabra és l'absència de carotè, el que li dona el seu color completament blanc (a diferència de la de vaca, en què el carotè li confereix color de crema). El carotè ha de ser convertit per l'organisme en vitamina A a la glàndula tiroide. A la llet de cabra no trobem carotè sinó directament vitamina A completament disponible per a la seva assimilació, sense intervenció d'aquesta glàndula. Això és molt important per als nadons, perquè la seva activitat tiroidal encara no està prou desenvolupada. Si bé el contingut de vitamines B6 i B12 és més baix que la llet de vaca, comparat amb la llet humana és similar, pel qual és adequada per a la nutrició d'infants. Pel que fa als nivells d'aminoàcids essencials, són similars en la llet de cabra i la llet de vaca, i ambdues igualen o superen els requeriments assenyalats per la FAO pels infants. El mateix passa pel que fa als àcids grassos essencials.
| Composició nutricional de la llet de cabra | Per 100 g | Per tassa (250 g) | CDR homes | CDR dia-dona |
| ------------------------------------------ | --------- | ----------------- | --------- | ------------ |
| Energia (Kcal)                             | 67.       | 168               | 3.000     | 2.300        |
| Proteïnes (g)                              | 3,4       | 8,5               | 54        | 41           |
| Lípids totals (g)                          | 3,9       | 9,8               | 100-117   | 77-89        |
| AG saturats (g)                            | 2,58      | 6,45              | 23-27     | 18-20        |
| AG monoinsaturats (g)                      | 1,06      | 2,65              | 67        | 51           |
| AG poliinsaturats (g)                      | 0,09      | 0,23              | 17        | 13           |
| Ω-3 (g) *                                  | -         | -                 | 3,3-6,6   | 2,6-5,1      |
| C18: 2 Linoleic (v-6) (g)                  | 0,076     | 0,190             | 10        | 8            |
| Colesterol (mg / 1000 kcal)                | 12        | 30,0              | <300      | <230         |
| Hidrats de carboni (g)                     | 4,5       | 11,3              | 375-413   | 288-316      |
| Fibra (g)                                  | 0         | 0>                | 35>       | 25           |
| Aigua (g)                                  | 88,2      | 221               | 2.500     | 2.000        |
| Calci (mg)                                 | 110.      | 275               | 1.000     | 1.000        |
| Ferro (mg)                                 | 0,12      | 0,3               | 10        | 18           |
| Iode (mg)                                  | -         | -                 | 140.      | 110          |
| Magnesi (mg)                               | 13        | 32,5              | 350.      | 330          |
| Zinc (mg)                                  | 0,4       | 1,0               | 15        | 15           |
| Sodi (mg)                                  | 40.       | 100               | <2.000    | <2.000       |
| Potassi (mg)                               | 180.      | 450               | 3.500     | 3.500        |
| Fòsfor (mg)                                | 95        | 238               | 700       | 700          |
| Seleni (mg)                                | 0,7       | 1,8               | 70        | 55           |
| Tiamina (mg)                               | 0,04      | 0,10              | 1,2       | 0,9          |
| Riboflavina (mg)                           | 0,12      | 0,30              | 1,8       | 1,4          |
| Equivalents niacina (mg)                   | 1,1       | 2,8               | 20        | 15           |
| Vitamina B6 (mg)                           | 0,05      | 0,13              | 1,8       | 1,6          |
| Folats (mg)                                | 1         | 2,5               | 400       | 400          |
| Vitamina B12 (mg)                          | 0,1       | 0,3               | 2         | 2            |
| Vitamina C (mg)                            | 1,5       | 3,8               | 60        | 60           |
| Vitamina A: Eq. Retinol (mg)               | 40        | 100               | 1.000     | 800          |
| Vitamina D (mg)                            | 0,06      | 0,15              | 15        | 15           |
| Vitamina E (mg)                            | 0,03      | 0,1               | 12        | 12           |

El gran avantatge de la llet de cabra és la seva major digestibilitat, a causa de característiques pròpies del greix làctic, la proteïna i del coàgul que es forma a l'estómac. La llet de cabra és recomanable per a aquelles persones que tenen problemes digestius com úlceres, gastritis, trastorns hepàtics i no poden consumir llet de vaca. La llet de cabra conté nivells més baixos de lactosa, el sucre propi de la llet, pel que pot resultar molt útil per a persones intolerants a la lactosa. És poc al·lergènica, ja que té una escassa quantitat de caseïna i, per tant, és adequada per als que són al·lèrgics a aquesta proteïna tan abundant a la llet de vaca.

### Ús de la llet de cabra en preparats per a nadons
Una Directiva Europea de l'any 2006 establia que els preparats per a lactants i els preparats de continuació s'elaboressin únicament a partir de les fonts proteíniques de llet de vaca i aïllats de proteïnes de soja, separadament o barrejats, així com hidrolitzats de proteïnes, no admetent la llet de cabra o els seus derivats en la seva formulació. Tanmateix, en els últims anys, l'Autoritat Europea de Seguretat Alimentària (EFSA), ha emès dos dictàmens en els quals conclou que les proteïnes de llet de cabra poden ser una font adequada per als preparats per a lactants i de continuació, i que els preparats a base d'hidrolitzats de proteïnes de lactosèrum, amb un determinat contingut en proteïnes i consumits junt amb alimentació complementària, poden ser adequats per a lactants de més edat. Arran d'aquest dictamen, una nova Directiva (2013/46/UE) de la Comisión Europea autoritza la comercialització dels preparats per a lactants i els preparats de continuació elaborats a partir de proteïnes de llet de cabra.
Als països anglosaxons hi ha controvèrsia sobre el consum de llet de cabra i els seus derivats per nadons. L'Acadèmia Americana de Pediatria desaconsella alimentar els nens amb llet de cabra. En un informe informe d'abril de 2010

resumeix la seva recomanació i presenta "una revisió exhaustiva de les conseqüències associades a aquesta pràctica perillosa", alhora manifestant que "molts nadons són alimentats exclusivament amb llet de cabra no modificada com a resultat de creences culturals, així com informacions falses que apareixen a internet. Algunes investigacions han descrit una sèrie de morbiditats associades amb aquesta pràctica, incloent anormalitats electrolítiques greus, acidosi metabòlica, anèmia megaloblàstica, reaccions al·lèrgiques, fins i tot xocs anafilàctics potencialment mortals, síndrome hemolíticourèmica, i infeccions". La brucel·losi caprina sense tractar provoca un 2% de mortalitat. Segons l'USDA, la llet de cabra no és recomanable per als nadons humans, ja que conté "quantitats insuficients de ferro, àcid fòlic, vitamines C i D, tiamina, niacina, vitamina B6 i àcid pantotènic per a satisfer les necessitats nutricionals del lactant" i pot causar danys als ronyons d'un nadó així com danys metabòlics. El Departament de Salut del Regne Unit ha manifestat en diverses ocasions que

"la llet de cabra no és adequada per als nadons, i els preparats per a lactants i preparats de continuació a base de proteïna de la llet de cabra no han estat aprovats per al seu ús a Europa", i que "les llets per a lactants a base de proteïna de la llet de cabra no són adequades com a font de nutrició per a nadons." També, segons el Departament Federal de Salut del Canadà, la majoria dels perills o contraindicacions d'alimentar els nadons amb llet de cabra sense modificar són similars als de fer-ho amb llet de vaca, com ara les reaccions al·lèrgiques.
De forma contraposada, alguns grups ramaders promouen aquesta pràctica. Per exemple, Small Farm Today va el 2005 anunciar l'ús beneficiós de la llet de cabra en dietes per a invàlids i convalescents, manifestant que el contingut en èters de glicerol, possiblement importants en la nutrició dels nadons, és més elevat en la llet de cabra que en la llet de vaca.
 Un llibre de 1970, sobre la cria de cabres de llet reivindicava que la llet de cabra difereix de la de vaca o la llet humana per tenir major digestibilitat, diferent alcalinitat, major capacitat amortidora, i certs valors terapèutics en medicina i nutrició humanes.

George Mateljan va suggerir que la llet de cabra pot substituir la llet d'ovella o de la llet de vaca en la dieta d'aquells que són al·lèrgics a la llet de certs mamífers.

No obstant això, igual que la llet de vaca, la llet de cabra conté lactosa (sucre), i pot causar problemes gastrointestinals a les persones amb intolerància a la lactosa.

De fet, el nivell de lactosa és similar a la de la llet bovina.